# 2001: A Space Odyssey (phim)
2001: A Space Odyssey là một bộ phim khoa học viễn tưởng sản xuất và phát triển vào năm 1968 do Stanley Kubrick sản xuất và đạo diễn. Kịch bản phim được Kubrick và Arthur C. Clarke viết, dựa trên câu chuyện ngắn "The Sentinel" của Clarke. Clarke lúc đó đồng thời viết cuốn tiểu thuyết 2001: A Space Odyssey, cuốn này được xuất bản ngay sau khi bộ phim được phát hành. Bộ phim mô tả một chuyến hành trình tới sao Mộc của Hal sau khi phát hiện một tảng đá nguyên khối màu đen bí ẩn được mô tả là đã ảnh hưởng đến quá trình tiến hóa của con người. Bộ phim đề cập đến Chủ nghĩa hiện sinh, tiến hóa của loài người, công nghệ, trí tuệ nhân tạo, và sự sống ngoài Trái Đất. Bộ phim được ghi nhận cho việc mô tả khoa học chính xác của các chuyến bay không gian, hiệu ứng đặc biệt mang tính tiên phong. Nó sử dụng âm thanh và đối thoại tối thiểu thay cho kỹ thuật kể chuyện truyền thống; âm nhạc của phim gồm các bản nhạc cổ điển như The Blue Danube và Also sprach Zarathustra.
2001: A Space Odyssey được sản xuất và phát hành bởi Metro-Goldwyn-Mayer, nhưng phim lại được quay tại Anh- quê nhà của Kubrick. Sau khi ra mắt, bộ phim đã nhận được rất nhiều sự khen ngợi của giới phê bình và công chúng, nhất là diễn xuất, hóa trang và kỹ xảo của bộ phim được đánh giá là đi trước thời đại và có ảnh hưởng rất lớn đến những bộ phim khoa học viễn tưởng sau này. Bộ phim cũng đạt thành công vang dội ở phương diện thương mại khi thu về 190 triệu đô và là tác phẩm có doanh thu cao nhất năm 1968. Tác phẩm được đề cử 4 giải Oscar và chiến thắng ở hạng mục Hiệu ứng hình ảnh xuất sắc nhất. Một phiên bản sequel (phần tiếp theo) là 2010 ra mắt năm 1984, do Peter Hyams viết kịch bản và đạo diễn.

## Nội dung
Ở veld thời tiền sử, một bộ tộc hominin bị một bộ tộc đối thủ đuổi ra khỏi hố nước của nó. Ngày hôm sau, họ tìm thấy một tảng đá nguyên khối ngoài hành tinh đã xuất hiện ở giữa họ. Sau đó, bộ tộc học cách sử dụng xương làm vũ khí và sau cuộc đi săn đầu tiên, họ quay trở lại để xua đuổi đối thủ bằng nó.
Hàng triệu năm sau, Tiến sĩ Heywood Floyd, Chủ tịch Hội đồng Du hành vũ trụ Quốc gia Hoa Kỳ, du hành đến Căn cứ Clavius, một tiền đồn mặt trăng của Mỹ. Trong thời gian dừng chân tại Trạm vũ trụ số 5, anh gặp các nhà khoa học Nga, những người lo ngại rằng Clavius dường như không phản hồi. Anh từ chối thảo luận về những tin đồn về dịch bệnh ở căn cứ. Tại Clavius, Heywood phát biểu tại một cuộc họp nhân sự mà ông nhấn mạnh sự cần thiết phải giữ bí mật về phát hiện mới nhất của họ. Nhiệm vụ của anh là điều tra một hiện vật được tìm thấy gần đây, một tảng đá nguyên khối được chôn vùi bốn triệu năm trước gần miệng núi lửa mặt trăng Tycho.  Khi anh và những người khác kiểm tra vật thể và chụp ảnh, nó sẽ phát ra tín hiệu vô tuyến công suất cao.
Mười tám tháng sau, tàu vũ trụ của Mỹ Discovery One lên đường đến sao Mộc, với các phi công và nhà khoa học của sứ mệnh, Tiến sĩ Dave Bowman và Tiến sĩ Frank Poole trên tàu, cùng với ba nhà khoa học khác trong bị đình chỉ hoạt hình. Hầu hết các hoạt động Discovery' đều được điều khiển bởi HAL, một máy tính HAL 9000 có tính cách giống con người. Khi HAL báo cáo sự cố sắp xảy ra của thiết bị điều khiển ăng-ten, Dave đã lấy nó trong nhóm hoạt động ngoại vi (EVA), nhưng không tìm thấy gì sai.  HAL đề nghị cài đặt lại thiết bị và để thiết bị bị lỗi để có thể xác minh sự cố. Điều khiển nhiệm vụ khuyên các phi hành gia rằng kết quả từ máy tính dự phòng 9000 của họ cho thấy HAL đã mắc lỗi, nhưng HAL đổ lỗi cho lỗi của con người. Lo ngại về hành vi của HAL, Dave và Frank bước vào khoang EVA để họ có thể nói chuyện riêng mà không bị HAL nghe lén. Họ đồng ý ngắt kết nối HAL nếu anh được chứng minh là sai. HAL theo dõi cuộc trò chuyện của họ bằng cách đọc môi.
Trong khi Frank đang bay khỏi khoang của mình để thay thế bộ ăng-ten, HAL chiếm quyền điều khiển khoang và tấn công anh, khiến Frank ngã nhào khỏi con tàu với đường dẫn khí bị cắt đứt. Dave lấy một chiếc kén khác để giải cứu Frank. Khi anh ở bên ngoài, HAL tắt chức năng hỗ trợ sự sống của các thủy thủ đoàn trong hoạt ảnh bị treo, giết chết họ. Khi Dave quay trở lại con tàu với thi thể của Frank, HAL từ chối cho anh quay trở lại, nói rằng kế hoạch vô hiệu hóa anh của họ sẽ gây nguy hiểm cho nhiệm vụ. Dave thả cơ thể của Frank ra và mở khóa gió khẩn cấp của con tàu bằng máy điều khiển từ xa của anh. Thiếu mũ bảo hiểm cho bộ đồ du hành vũ trụ của mình, anh ta đặt khoang của mình một cách cẩn thận để khi ném cửa khoang, anh ta bị không khí thoát ra đẩy qua chân không vào cửa khóa khí Discovery'. Anh đi vào lõi xử lý của HAL và bắt đầu ngắt kết nối hầu hết các mạch của HAL, phớt lờ lời cầu xin dừng lại của HAL. Khi anh hoàn thành, một đoạn video do Heywood ghi trước sẽ phát, tiết lộ rằng mục tiêu thực sự của nhiệm vụ là điều tra tín hiệu vô tuyến được gửi từ tảng đá nguyên khối tới Sao Mộc.
Tại Sao Mộc, Dave tìm thấy tảng đá nguyên khối thứ ba lớn hơn nhiều đang quay quanh hành tinh. Anh để lại Discovery trong một chiếc vỏ EVA để điều tra. Anh bị kéo vào một vòng xoáy ánh sáng màu và quan sát những hiện tượng thiên văn kỳ quái cũng như những cảnh quan kỳ lạ có màu sắc khác thường khi anh đi ngang qua. Cuối cùng, anh thấy mình đang ở trong một phòng ngủ tân cổ điển rộng lớn, nơi anh nhìn thấy và sau đó trở thành những phiên bản cũ hơn của chính mình: đầu tiên đứng trong phòng ngủ, trung niên và vẫn mặc bộ đồ du hành vũ trụ, sau đó mặc trang phục thư giãn và  đang ăn tối, và cuối cùng là một ông già nằm trên giường. Một tảng đá nguyên khối xuất hiện ở chân giường, và khi Dave với tới nó, anh biến thành một thai nhi được bao bọc trong một quả cầu ánh sáng trong suốt trôi nổi trong không gian phía trên Trái Đất.